# Александар Болєвич
Александар Болєвич (чорн. Aleksandar Boljević, нар. 12 грудня 1995, Подгориця, Югославія) —чорногорський футболіст, вінгер боснійського клубу «Желєзнічар» та національної збірної Чорногорії.

## Клубна кар'єра
Александар Болєвич є вихованцем чорногорського клубу «Зета», в основі якого він дебютував вже у віці 15 - ти років. В 16 років Болєвич вже був стабільним гравцем основи. Після матчів у кваліфікації Ліги Європи проти нідерландського ПСВ молодий талановитий футболіст привернув до себе увагу скаутів клубу з Ейндговена і вже у січні 2014 року Болєвич уклав з ПСВ професійний контракт. Але проявити себе у першій команді Александар так і не зумів, провівши в основі ПСВ лише один матч. Весь цей час футболіст виступав за другий склад клубу - «Йонг ПСВ» у Еерстедивізі.
Через два роки Болєвич перебрався до сусідньої Бельгії, де підписав контракт з клубом «Васланд-Беверен». У якому провів три сезони, зігравши майже сто матчів у чемпіонаті країни. Влітку 2019 року футболіст перейшов до складу «Стандарда» з Льєжа, з яким також пограв у Лізі Європи. У січні 2021 року Болєвич був відправлений в оренду у клуб «Ейпен» до кінця сезону.
29 вересня 2023 року підписав контракт на два роки з клубом «Желєзнічар» (Сараєво).

## Збірна
У 2010 році Александер Болєвич представляв свою країну на Літніх юнацьких Олімпійських іграх у Сингапурі.
У 2012 році Болєвич брав участь у Турнірі пам'яті Валерія Лобановського, де команда Чорногорії виборола срібні нагороди.
У національній збірній Чорногорії Александар Болєвич дебютував 17 листопада 2013 року у товариському матчі проти команди Люксембургу.

## Досягнення
ПСВ
 Чемпіон Нідерландів: 2014/15